# Rosi Golan

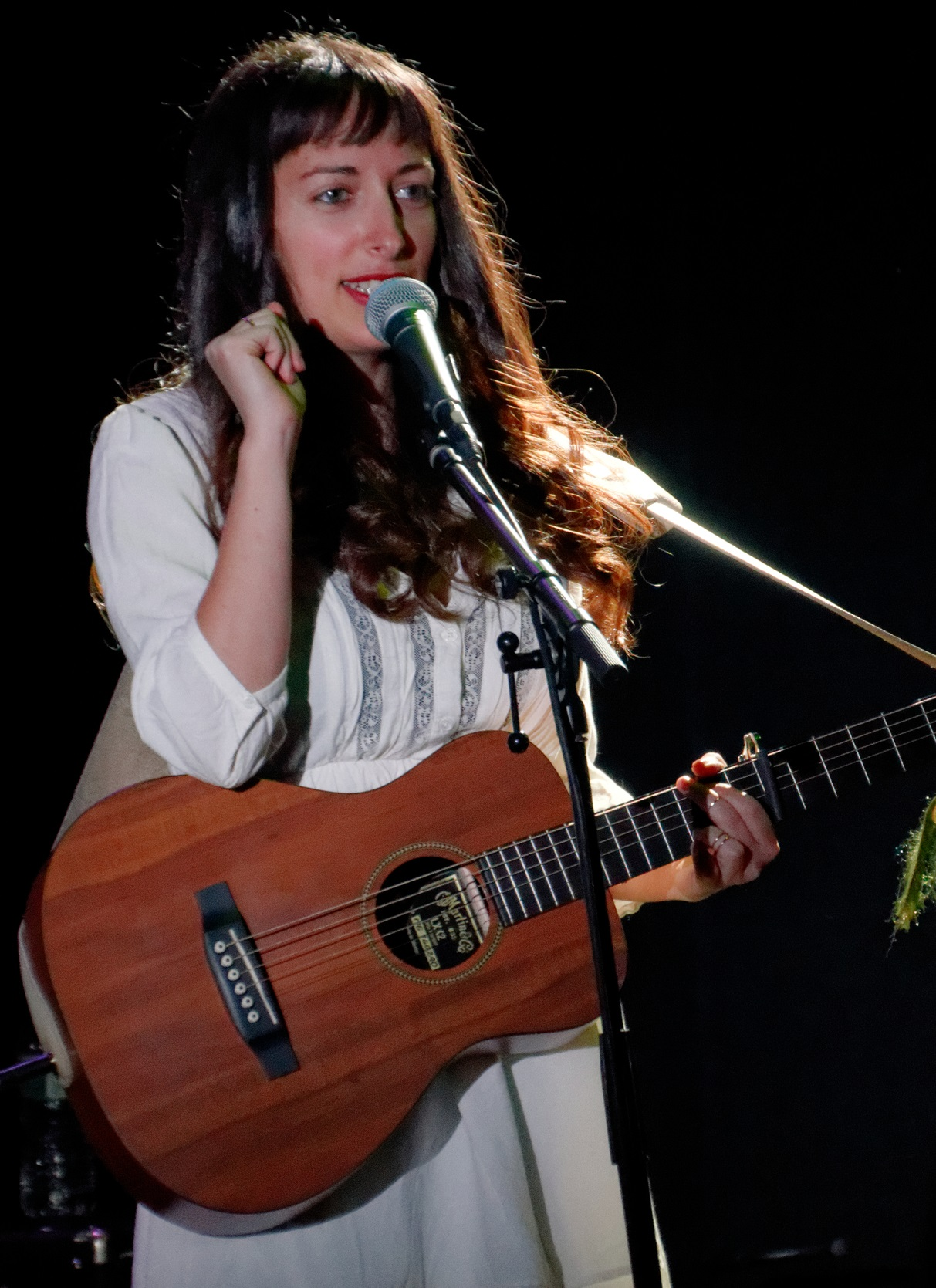
Rosi Golan (2014)

Rosi Golan (* 9. Mai 1981 in Netanja, Israel) ist eine US-amerikanische Singer-Songwriterin israelischer Abstammung.

## Leben und Karriere
Golan lebte die ersten fünf Monate ihres Lebens in Netanja. Bis zu ihrem sechsten Lebensjahr wohnte sie mit ihren Eltern in Europa, bevor sie mit ihrer Mutter zurück nach Netanja und zwei Jahre später nach Los Angeles zog. 2001 kaufte sich Rosi Golan ihre erste Gitarre. Kurz darauf begann sie ihre ersten Lieder zu schreiben. 2008 erschien ihr Debütalbum The Drifter and the Gypsy. Davon waren der Titel Been a Long Day in der Fernsehserie One Tree Hill, der Titel Lullaby in der Fernsehserie Private Practice, der Titel Come Around in der Fernsehserie Ghost Whisperer – Stimmen aus dem Jenseits und der Titel Think of Me 2010 im Kinofilm Das Leuchten der Stille zu hören. Der bekannteste Titel vom Album, Shine, war in einem Werbespot von Pantene zu hören und wurde von der französisch-indonesischen Sängerin Anggun gecovert. Das Lied Follow the Arrow fand in einem Werbespot der Firma J. C. Penney Verwendung. Im August 2011 erschien Golans zweites Album Lead Balloon in den Vereinigten Staaten. In Deutschland wurde das Album digital veröffentlicht.
Golan schreibt auch für andere Künstler. So wurde die gemeinsam mit Mayaeni Strauss und dem norwegischen Musiker Per Kristian Ottestad geschriebene Komposition Bee 2010 von Lena Meyer-Landrut und Jennifer Braun bei der deutschen Vorentscheidung zum Eurovision Song Contest 2010, Unser Star für Oslo, interpretiert. Bei der Vorentscheidung Unser Song für Deutschland im Jahr 2011 sang Meyer-Landrut das Lied I Like You, das Golan via Internet gemeinsam mit dem irischen Musiker Johnny McDaid geschrieben hatte. 2012 schrieb sie in Zusammenarbeit mit Tim Myers das Lied Stardust, den Titelsong des gleichnamigen dritten Studioalbums von Meyer-Landrut. Im Sommer 2014 schrieb sie mit Meyer-Landrut und Tim Myers den Titel Keep on Living, der sich auf dem 2015 veröffentlichten Lena-Album Crystal Sky befindet. Bereits 2007 hatte die britische Band Ben’s Brother Golans Song Let Me Out aufgenommen, der in der Fernsehserie Grey’s Anatomy zu hören ist.
Golan hatte einige gemeinsame Auftritte mit Singer-Songwriter William Fitzsimmons. Im Januar 2012 stand sie gemeinsam mit der britischen Band Snow Patrol auf der Bühne. Im März 2012 wurde ihr Lied Can’t go back und im Mai 2015 ihr Lied Between The Night Between The Day in der Fernsehserie Vampire Diaries verwendet.
Neben ihren Soloalben bildet Golan mit dem Singer-Songwriter Ari Hest das Nebenprojekt The Open Sea.

## Diskografie

### Alben
- 2008: The Drifter and the Gypsy
- 2011: Lead Balloon

### EPs
- 2013: Fortuna
- 2017: Collecting Bullets

### Singles (Auswahl)
- 2008: Think Of Me
- 2008: Hazy (mit William Fitzsimmons)
- 2008: Been A Long Day
- 2011: Say It Anyway
- 2011: Can't Go Back
- 2013: Give Up The Ghost (mit Johnny McDaid)
- 2017: Collide (mit Vicetone)
- 2019: Out of Control (mit Oshins)